# Эгей
Эге́й (др.-греч. Αἰγεύς или Αἰγέως) — персонаж древнегреческой мифологии из аттического цикла, царь Афин и отец Тесея. Был сыном изгнанного царя Аттики Пандиона, родился в Мегаре. Вместе с тремя братьями отвоевал отцовское царство и получил четвёртую его часть. При Эгее Афины проиграли войну с царём Крита Миносом и обязались регулярно отправлять своих юношей и девушек в Лабиринт к Минотавру. Проезжая однажды через Трезен, Эгей вступил в связь с дочерью местного царя Эфрой. Рождённый царевной Тесей, когда стал взрослым, приехал в Афины. Эгей не узнал сына и решил его отравить по наущению своей тогдашней жены Медеи, но в последний момент понял, кто перед ним. Тесей отправился на Крит, чтобы убить Минотавра. Возвращаясь с победой, он забыл поменять чёрный парус на белый; Эгей решил, что сын погиб, и покончил с собой. В его честь было названо Эгейское море.
Миф об Эгее и Тесее стал темой для ряда античных драм (в том числе написанных Софоклом и Еврипидом), ни одна из которых не сохранилась полностью. Этот миф разрабатывали древнегреческие художники и скульпторы, композиторы XVII—XVIII веков.

## В мифологии

### Происхождение
Эгей принадлежал к роду афинских царей — потомков Эрихтония, родившегося у Геи от пролившегося семени Гефеста. Эгей был внуком Кекропса, сыном Пандиона и мегарской царевны Пилии. Его отца изгнали из Афин двоюродные братья Метиониды; Пандион поселился в Мегаре, женился на дочери местного царя Пиласа, а позже унаследовал от тестя царскую власть. В Мегаре и родились его сыновья — Эгей, Паллант, Нис и Лик.
В альтернативных версиях в качестве отца Эгея фигурируют Скирий, Эгикорей и Фемий, а в качестве матери — Пелия. «Некоторые», по словам Псевдо-Аполлодора, говорили, «что Эгей был сыном Скирия, но Пандион выдавал его за своего сына».

### Царствование
После смерти Пандиона его сыновья пошли в поход на Афины. Им удалось изгнать Метионидов, после чего Аттика была разделена на четыре царства. Античные авторы по-разному пишут об условиях этого раздела; однако ясно, что Эгей как старший получил лучшую часть — прибрежные земли с Афинами. Лику выпало править Эвбеей, Нису Мегарой, а Палланту — «брегами Скирона». По одной из версий мифа, такой была предсмертная воля Пандиона.
Царствование Эгея было неспокойным. Герой долго оставался бездетным (по одной из версий мифа, дочь у него всё-таки была), хотя женился дважды (на Мете, дочери Гоплета, затем на Халкиопе, дочери Рексенора или Халкодона) «и жил со многими, в брак не вступая». Существовала и версия мифа, по которой жена была только одна — Халкиопа либо дочь Персея Автохта. В любом случае сыновей у Эгея не было. Из-за этого царь опасался братьев и племянников, которые относились к нему с презрением и распускали слухи о его незаконном происхождении. Брата Лика он смог изгнать, а пятьдесят сыновей Палланта оставались для Эгея угрозой до конца его жизни.
Ещё одной угрозой для Афин в это время стал Крит. Сын царя Миноса Андрогей, приехав в континентальную Элладу для участия в Панафинейских состязаниях, погиб. Одни источники утверждают, что Эгей подослал к царевичу убийц (Андрогей встречался с Паллантидами, и царь Афин испугался, что будет заключён опасный для него союз), другие — что Эгей направил Андрогея на борьбу с марафонским быком, третьи — что смерть критянина была случайной. В любом случае для Миноса во всём остались виноваты жители Аттики. Критяне начали войну, осадили Афины, но взять их не смогли. Тогда Минос попросил богов покарать убийц. В результате Аттика начала страдать от засухи, голода и чумы. Афинянам пришлось согласиться на выплату Криту тяжёлой дани: отныне каждый год или каждые девять лет семеро юношей и семь девушек отправлялись в критский Лабиринт, где становились жертвами Минотавра.

### Эгей и Тесей

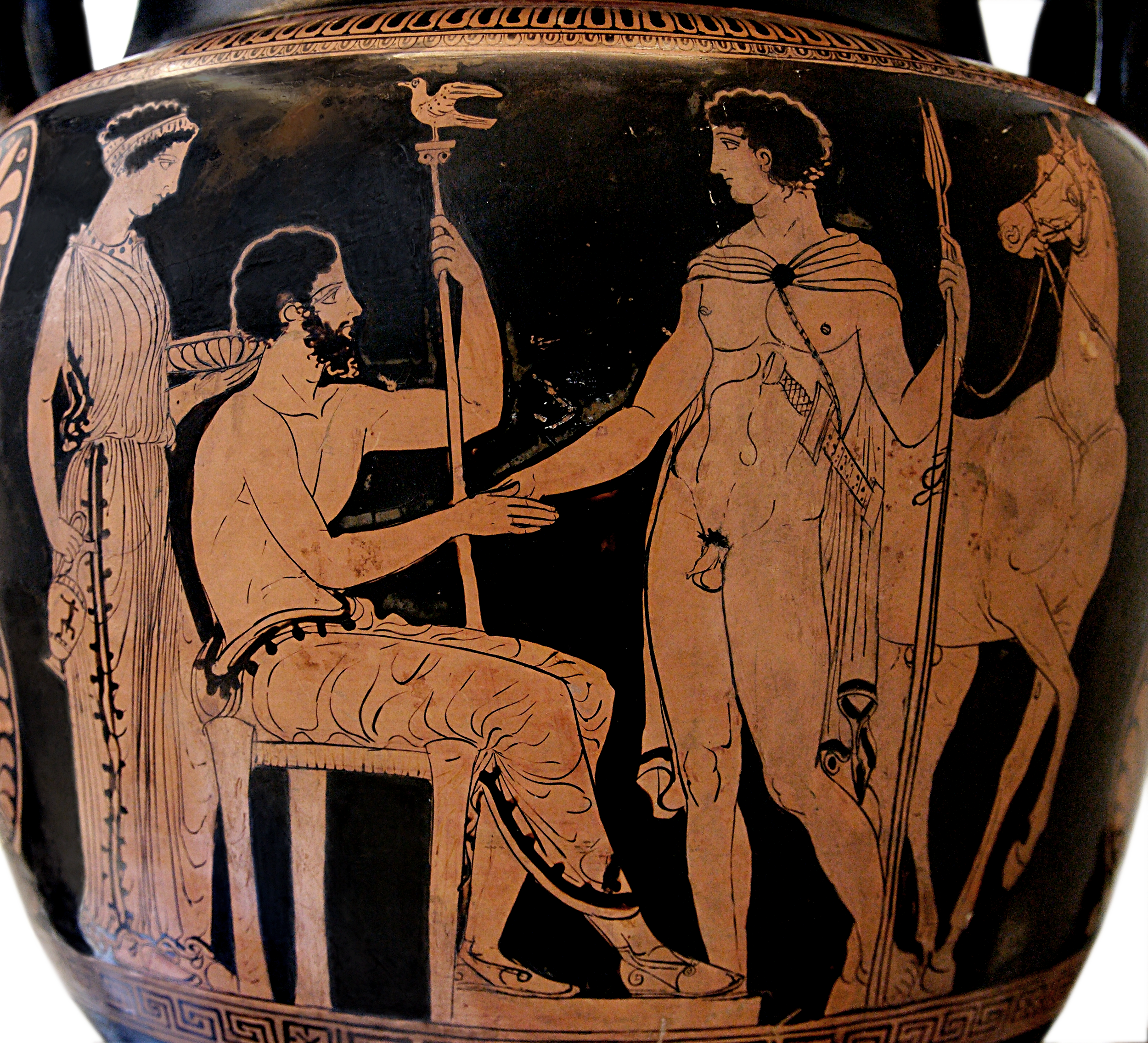
Встреча Эгея с Тесеем. Роспись кратера 410—400 годов до н. э. из Руво

Свою бездетность Эгей объяснял гневом Афродиты. Чтобы богиня смягчилась, он построил в Афинах храм Афродиты Урании (Небесной), но это не помогло. Позже Эгей отправился в Дельфы, чтобы узнать у пифии, родится ли у него сын, но получил только загадочный совет «не развязывать нижний край бурдюка, пока не достигнет Аттики». Возвращаясь домой, герой остановился в городе Трезен в Арголиде, где рассказал об этом совете местному царю Питфею из рода Пелопидов, известному своей мудростью. Тот понял, что у его гостя появится могучее потомство, которое будет править Афинами; поэтому он напоил Эгея и уложил его спать вместе со своей дочерью Эфрой (по другим данным, Питфей убедил Эгея овладеть царевной или «принудил обманом»). В ту же ночь или накануне ложе с Эфрой делил и морской бог Посейдон. После этого царевна забеременела, так что её ребёнок имел сразу двух отцов — земного и божественного. Эгей сразу после ночи с царевной уехал на родину и попросил воспитывать ребёнка в Трезене в глубокой тайне, поскольку боялся козней своих племянников. Он оставил под огромным камнем сандалии и меч; сын Эфры должен был отправиться к отцу после того, как сможет поднять этот камень.
Позже в Афинах появилась Медея — дочь царя Колхиды Ээта, которая в Коринфе оставила своего мужа Ясона. При расставании Медея убила свою соперницу, коринфскую царевну Главку, а вместе с последней погиб и её отец, царь Креонт. Несмотря на это преступление, Эгей предоставил женщине убежище в Афинах и очистил её от скверны. Сын Креонта Гиппот привлёк Медею к суду, она была оправдана и стала женой Эгея; в этом браке у него наконец родился сын по имени Медей или Мед.
Сын Эфры Тесей, выйдя из детского возраста, поднял камень, достал из-под него отцовские сандалии и меч и отправился в Афины. Прибыв в этот город, он был принят Эгеем, но не рассказал о своём происхождении. Тем не менее Медея поняла, чей это сын, и увидела в пришельце опасного конкурента для своего ребёнка. Она подговорила мужа отравить юношу (в одной из версий мифа Тесея сначала отправили на смертельно опасную борьбу с марафонским быком). На пиру Эгей поднёс Тесею чашу с отравленным вином, но в последний момент узнал свой меч, которым был подпоясан неизвестный. Он понял, что перед ним собственный сын, и отбросил чашу. После этого Медея бежала с сыном из города, а Тесей был официально признан царским сыном и наследником.
Сразу после этих событий на Афины двинулись с войском Паллантиды. Эгей поставил во главе обороны Тесея, и тот перебил всех врагов (по другой версии, это произошло после смерти Эгея). Когда пришло время в третий раз отправлять дань Миносу, Тесей оказался в числе афинских юношей, обречённых на растерзание в Лабиринте. Эгею пришлось отпустить сына; надеясь на счастливый исход, он взял с Тесея обещание, что в случае победы над Минотавром кормчий корабля поднимет при возвращении белый парус (по версии Симонида, «пурпурный парус, окрашенный соком цветов ветвистого дуба») вместо чёрного. Тесей победил чудовище, однако на обратном пути забыл об обещании, данном отцу. Эгей, ждавший появления корабля либо на афинском акрополе, либо у берега моря — в гавани Мунихий или в Акте, — как только увидел чёрный парус, бросился вниз и погиб.

### Потомки
Через самого знаменитого из своих сыновей Эгей был предком династии Тесеидов, которая правила Афинами на протяжении нескольких поколений. Его сын от Медеи Мед/Медей, согласно античным авторам, бежал на Восток. Он убил своего дядю Перса и завоевал царство, названное в его честь Мидией.
У Стефана Византийского упоминается ещё один сын Эгея — Мегарей.

## В культуре

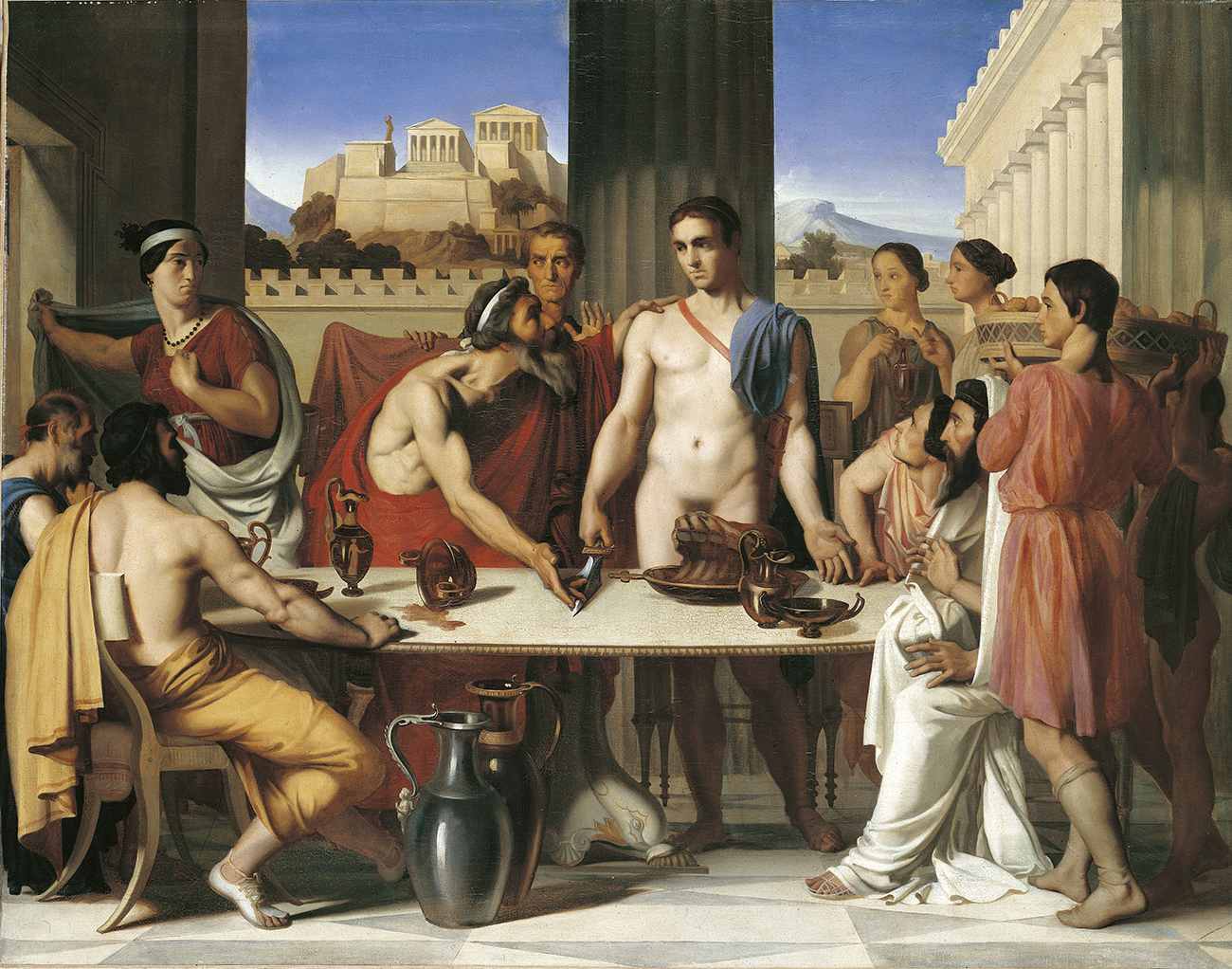
Эгей узнаёт в Тесее своего сына. Картина Ипполита Фландрена, 1832 год

В исторических Афинах Эгея почитали как героя. Существовало посвящённое ему святилище, Эгей считался эпонимом одной из фил. С его гибелью древние связывали название Эгейского моря. Путникам ещё во II веке н. э., во времена Павсания, показывали место, где жил Эгей и где он в первый раз встретился с Тесеем (в пределах храма Аполлона в восточной части Афин).
У Павсания упоминаются две статуи Эгея: одна стояла рядом со зданием Совета пятисот в Афинах (вместе со статуями других эпонимов фил), другая, работы Фидия, — в дельфийском святилище Аполлона. Эгея изображали и художники. Сохранился ряд чаш с краснофигурной росписью, на которой этот герой встречает Тесея, только что прибывшего в Афины, причём Тесею уже подносят чашу с отравленным вином. Сцена, в которой Эгей выбивает эту чашу из рук сына, запечатлена на терракотовом рельефе и ряде его копий, хранящихся в разных музеях. На одном изображении герой присутствует при рождении Эрихтония, на другом — при борьбе Тесея с марафонским быком. Сохранились ещё гемма, на которой герой прощается с Эфрой, и саркофаг, украшенный сценой прощания Эгея с Тесеем.
Гомер упоминает Эгея в «Илиаде» как отца Тесея. Эгею посвящена одноимённая трагедия Софокла, текст которой утрачен за исключением нескольких фрагментов (фрг. 20-27 Радт) и о сюжете которой достоверно ничего не известно. В сохранившихся обрывках текста речь идёт только о Тесее — о том, как он шёл сухопутным путём из Трезена в Афины и как боролся с марафонским быком. Еврипид написал трагедию «Эгей», сохранившуюся тоже фрагментарно (фрг. 1-12 Наук) и посвящённую предположительно встрече заглавного героя с Тесеем. Этой же теме посвятил один из своих дифирамбов Вакхилид. Эгей появляется и в ещё одной трагедии Еврипида, «Медея»: он заезжает в Коринф на пути из Афин в Трезен и обещает Медее дать ей убежище в своём царстве.
В эпоху Нового времени обрёл относительную популярность сюжет об узнавании Эгеем сына. Наиболее известным из произведений на эту тему стала опера Жана-Батиста Люлли с либретто Филиппа Кино (1675 год). В ней Эгей влюблён в Эглу, как и Тесей, а в Тесея влюблена Медея; последняя, поняв безнадёжность своей страсти, решает отравить Тесея, но Эгей в последний момент узнаёт его по рукояти меча. Эта музыкальная трагедия имела огромный успех у зрителей. В 1713 году на тот же сюжет создал свою оперу Георг Фридрих Гендель (автор либретто — Николо Франческо Хайм). Другие музыкальные произведения на эту тему — «Тесей» Франческо Провенцале (1658 год), «Тесей» Франсуа-Жозефа Госсека (1782 год), «Узнанный Тесей» (Teseo riconosciuto) Гаспаре Спонтини (1798 год).
В XX веке Эгей стал героем повести француза Андре Жида «Тесей» (1946 год) и дилогии британской писательницы Мэри Рено, включавшей романы «Царь должен умереть» (1958 год) и «Бык из моря» (1962 год). Жид абстрагируется от мифологического материала, чтобы говорить об общечеловеческих проблемах, а Рено, уверенная в том, что события греческих мифов происходили в действительности, интерпретирует данные античных источников с максимально реалистичной точки зрения, помещая жизнь своих героев в контекст борьбы патриархального уклада с матриархальным.
В британо-канадском телесериале «Олимп» (2015 год) Эгея играет Грэм Шилз.